# The Haverstraw Tunnel
The Haverstraw Tunnel és una de les primeres pel·lícules mudes en blanc i negre estrenada l'any 1897 per l'American Mutoscope Company. Es considera un dels primers exemples d'un passeig fantasma (juntament amb Départ de Jérusalem en chemin de fer d'Alexandre Promio el mateix any) i presenta un tren viatjant pel West Shore Railroad al Comtat de Rockland (Nova York) i després pel túnel homònim.

## Recepció
The Haverstraw Tunnel es va convertir en una de les pel·lícules més populars de Mutoscope. Es va publicar una ressenya de la pel·lícula en un diari de Worcester, Massachusetts de l'1 de febrer de 1898 que esmentava::
| «                    | La famosa imatge del túnel de Haverstraw fa l'èxit que ha estat habitual amb la seva presentació des que es van mostrar les pel·lícules per primera vegada, i el públic surt del teatre amb la sensació que ha vist alguna cosa inusualment bona, que realment és el cas. | » |
| — Worcester Telegram | |   |

Una ressenya va aparèixer al Tatler del 22 de gener de 1898 de St. Augustine, Florida i comentava l'efecte que va tenir la pel·lícula sobre el públic de l'Hotel Alcazar en aquell moment:
| «            | Quan va aparèixer l'última escena i el públic va passar per un bell paisatge pel túnel de Haverstraw i va tornar a sortir per les ribes de l'històric Hudson, el seu entusiasme va ser il·limitat. Tot i que el públic era bo, si la gent de St Augustine tingués la menor idea de quin seria l'espectacle, la gran sala hauria estat plena. Esperem una sessió plena aquesta nit. | » |
| — The Tatler | |   |